# Carmen Gimeno Presencia
Carmen Gimeno Presencia (Valencia, 9 de noviembre de 1912 - Burgos, 22 de julio de 1935) fue una vedette española, conocida como La Venus Valenciana.

## Biografía
Cupletista valenciana, más conocida por el sobrenombre de La Venus Valenciana, nació en Valencia, en la calle Sagunto, el año 1912. Carmen Gimeno debutó a los diecisiete años, el 19 de junio de 1930, en el Edén Concert de Valencia, y llegó a cantar en los cabarés y salones de variedades más importantes de la geografía española.

### Trayectoria
La artista empezó su carrera con su nombre real, para después tomar el sobrenombre de La Venus Valenciana, aunque, años antes, hacia el 1919, ya lo había hecho Helena Cortesina.
Las cupletistas de entonces cobraban unas cincuenta pesetas por noche –destinaban cinco al agente que las traía–, más las propinas del llamado «descorche», que consistía en abrir botellas de champán con aquellos clientes que solicitaran su presencia en la mesa donde se encontraban del cabaré. Fue durante este ritual de «sociabilidad cupleteril» en el Kursaal Novedades de Burgos donde conoció a Juan Arce Maestro, con quien mantuvo una breve relación.

## Muerte
Juan Arce acabó con la vida de Carmen Gimeno el 22 de julio de 1935 al encontrarla bailando con otro hombre, Esteban de la Fuente García, a quien también conoció en aquel «descorche». El criminal fue condenado a catorce años de prisión por la muerte de Carmen y otros catorce más por la de Esteban de la Fuente.
El padre de La Venus Valenciana, José Gimeno, vigilante de un comercio de una céntrica calle de Valencia, tenía cincuenta y seis años cuando murió su hija y la noticia de su muerte trajo una angustia doble. Este sufrimiento exaltado se debía a que el padre de Carmen ya había tenido otra hija que también se dedicó al «género ínfimo», María Gimeno, que debutó en el Moulin Rouge de Barcelona a los dieciséis años, y que también murió cuatro años después de empezar en el mundo de las varietés, aunque no tenemos ninguna referencia de los motivos de su desaparición. La madre de la artista, María Presencia, viajaba siempre con su hija, por eso mismo el padre pidió el divorcio para volverse a casar. Cuando La Venus Valenciana murió, tenía otra hermana de catorce meses.
Carmen Gimeno fue una de las muchas víctimas de la violencia contra las mujeres, hoy conocida como «violencia de género».